# Hans Weiprecht von Gemmingen
Hans Weiprecht von Gemmingen (* 24. November 1723; † 19. Januar 1781 in Darmstadt) war Grundherr in Fränkisch-Crumbach, hessen-darmstädtischer und hannoverscher Geheimrat sowie Ritterrat des Ritterkantons Odenwald.

## Leben
Er war ein Sohn des hessen-darmstädtischen Regierungspräsidenten Ernst Ludwig von Gemmingen (1685–1743) und der Dorothea Barbara von Utterodt († 1769). Er war „von schwächlichem Körperbau und schiefem Wuchs“, aber intelligent und studierte in Gießen, Göttingen, Halle und Leipzig. Darauf war er eine Zeit in Wetzlar beim Reichskammergericht und unternahm anschließend Reisen nach England, Holland und Frankreich, wo er weitere Kenntnisse der Staatswissenschaften erlangte. 1747 trat er wie der Vater in hessen-darmstädtische Dienste, wo er bis zum Geheimrat aufstieg, bevor er 1768 den hessischen Dienst verließ. 1771 trat er in kurhannoversche Dienste, wo sein Bruder Ludwig Eberhard (1719–1782) Staatsminister war. Auch dort war er Geheimrat. Als Ritterrat gehörte er außerdem aufgrund seines Besitzes in Fränkisch-Crumbach dem Ritterkanton Odenwald an.
Im Januar 1781 machte er sich dem Anschein nach gesund auf die Reise nach Darmstadt, wo er plötzlich an einem „inneren Geschwür“ verstarb.
Da sein einziger Sohn Ludwig Weiprecht 1763 im Alter von sechs Jahren verstorben war, hinterließ Hans Weiprecht neben seiner Witwe nur eine Tochter. Sein Bruder Ludwig Eberhard war unvermählt geblieben, womit die ältere Linie Fränkisch-Crumbach der Freiherren von Gemmingen im Aussterben begriffen war. Ludwig Eberhard begünstigte in seinem 1781 aufgesetzten Testament Hans Weiprechts Tochter Dorothea als Universalerbin und verstarb 1782. Dorothea stand zunächst noch unter der Vormundschaft der Mutter, die die Herrschaft Hochberg verkaufte und dafür Lehrensteinsfeld erwarb. 1783 wurde ein Familienfideikommiss errichtet.

## Familie
Er war ab 1761 mit Maria Charlotte Ernestine Schenk von Schmidburg (1724–1794) verheiratet, Witwe des Karl Ludwig von Gemmingen (1700–1752) zu Hochberg.
Nachkommen:
- Ludwig Weiprecht (1763–1769), starb jung an Blattern
- Johanna Christiana Luise Dorothea (* 1762) ⚭ Franz Karl Friedrich von Gemmingen-Hornberg (1747–1814)